# Alen Škoro
Alen Škoro (Sarajevo, 20 marzo 1981) è un ex calciatore bosniaco, di ruolo attaccante.

## Carriera

### Club
Škoro ha debuttato nel FK Sarajevo nel 1998. Nel 2000 gioca in Slovenia con l'Olimpia Lubiana. Poi andò a giocare in Francia con il Marsiglia, dove ebbe poco spazio e così la società francese lo cedette in prestito al Servette FC. Nel 2002 Alen tornò al FK Sarajevo, dove restò per due anni. Poi andò in Austria giocando per il Grazer, dove ebbe molto successo. Nel 2007 si trasferisce al Rjeka NK, squadra croata, dove iniziò la stagione molto bene. Tornò in Polonia nel 2008 per giocare con il Jagiellonia Białystok e dopo un anno tornò ancora una volta in Bosnia con l'FK Sarajevo il 18 marzo 2009.
Nel 2010 firma un contratto di un anno con il Querétaro Fútbol Club, squadra della prima divisione messicana.

## Palmarès

### Club
- Campionato bosniaco: 1

Sarajevo: 1998-1999

### Individuale
- Capocannoniere della Premijer Liga: 1

2003-2004 (20 reti)